# Z1
Z1 var en motordriven mekanisk dator som konstruerades av Konrad Zuse. Z1 var klar år 1938 och var den första fritt programmerbara, binära datorn och  läste instruktioner från stansad film. Den använde boolesk logik, men var dock opålitlig i drift.
Z1 konstruerades och byggdes upp i Konrad Zuses föräldrahem och var helt privatfinansierad. Den blev klar 1938 och liknade logiskt sett en modern dator med kontrollenhet, minne, mikrosekvenser och beräkningar med flyttal.
Under åren 1986–1989 byggde Zuse upp en fungerande replika som kan beses i Deutsches Technikmuseum Berlin. Den ursprungliga Z1 förstördes 1943 av de allierades flyganfall under andra världskriget. De första skisserna av Z1-rekonstruktionen ritades 1984. Han konstruerade (med hjälp av två ingenjörsstudenter) tusentals delar av Z1 igen, och den återuppbyggda enheten stod klar 1989. Denna replikering har ett minne på 64 ord istället för ett på 16 ord. Den ombyggda Z1 (bilden) visas på tyska tekniska museet i Berlin.
Z1 var den första i en serie datorer som Zuse konstruerade. Dess ursprungliga namn var "V1" för Versuchsmodell 1 (som betyder Experimentell modell 1). Efter andra världskriget döptes den om till "Z1" för att skilja den från de flygande bomberna konstruerade av Robert Lusser. Z2, Z3 och Z4 var uppföljare baserade på många av samma idéer som Z1. 

## Teknisk design

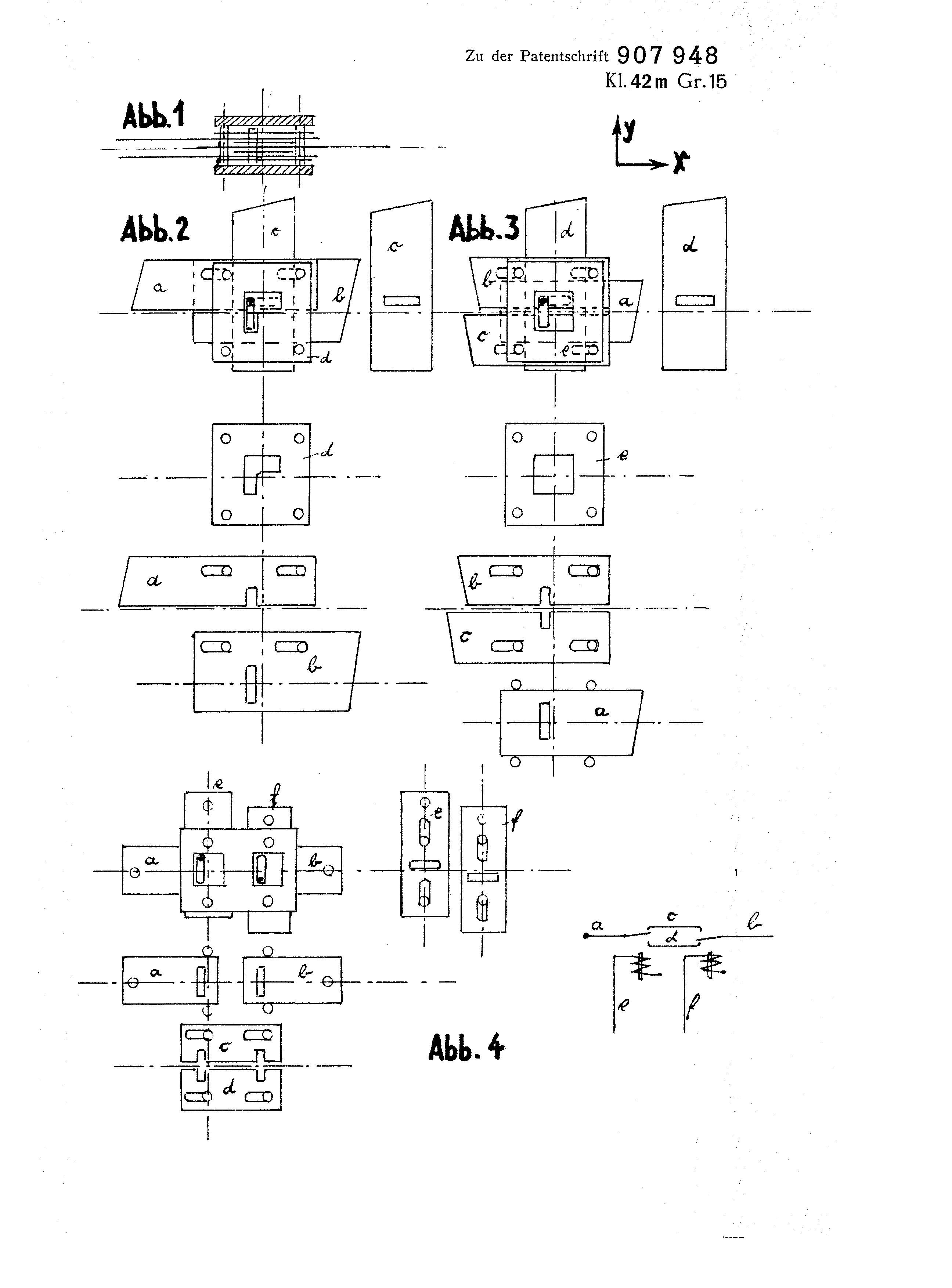
Ritning från Zuses patent från maj 1936 för ett binärt kopplingselement som använder en mekanism av platta glidstavar. Z1 var baserad på sådana element.

Z1 innehöll nästan alla delar av en modern dator, det vill säga styrenhet, minne, mikrosekvenser, flyttalslogik och input-output-enheter. Z1 var fritt programmerbar med hjälp av hålremsor och en hålremseläsare. Det fanns en tydlig åtskillnad mellan hålremseläsaren, kontrollenheten för att övervaka hela maskinen och utförandet av instruktionerna, den aritmetiska enheten och inmatnings- och utmatningsenheterna. Inmatningsbandenheten avläste perforeringar i 35-millimeters film.
Z1 var en 22-bitars flyttalsvärdesadderare och subtraktor, med viss kontrollogik för att göra den kapabel till mer komplexa operationer som multiplikation (genom upprepade additioner) och division (genom upprepade subtraktioner). Z1:s instruktionsuppsättning hade åtta instruktioner och det tog mellan en och tjugoen cykler per instruktion.
Z1 hade ett flyttalsminne på 16 ord, där varje minnesord kunde läsas från – och skrivas till – styrenheten. De mekaniska minnesenheterna var unika i sin design och patenterades av Konrad Zuse 1936. Maskinen kunde endast utföra instruktioner medan den läste från hålremseläsaren, då själva programmet inte laddades in i sin helhet i internminnet i förväg.
In- och utdata var uttryckta i decimaltal, med en decimalexponent och enheterna hade speciella maskiner för att konvertera dessa till och från binära tal. In- och utmatningsinstruktionerna skulle läsas eller skrivas som flyttalstal. Programremsan var en 35 mm film med instruktionerna kodade i stansade hål.

## Konstruktion

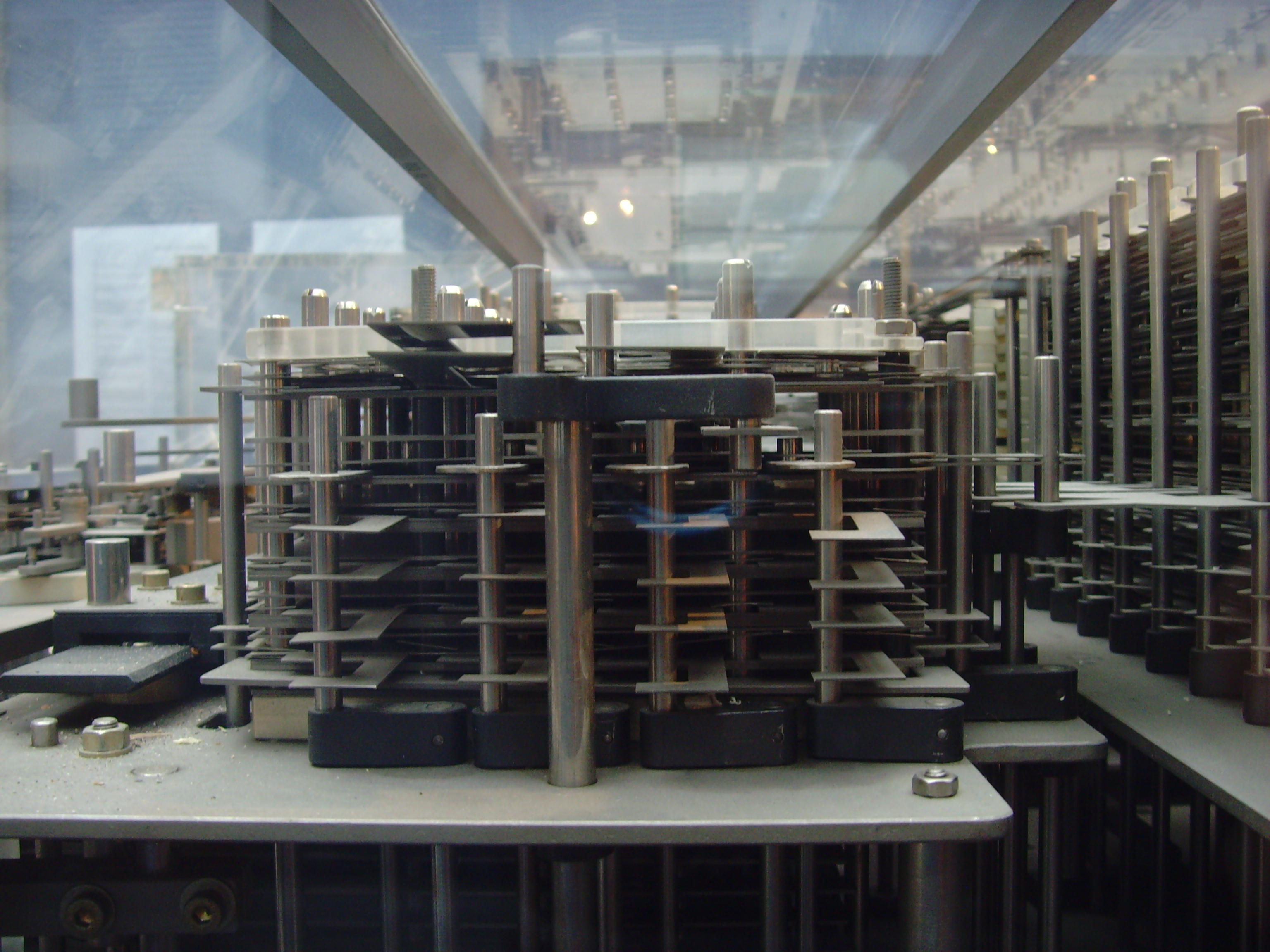
Interiör av Z1

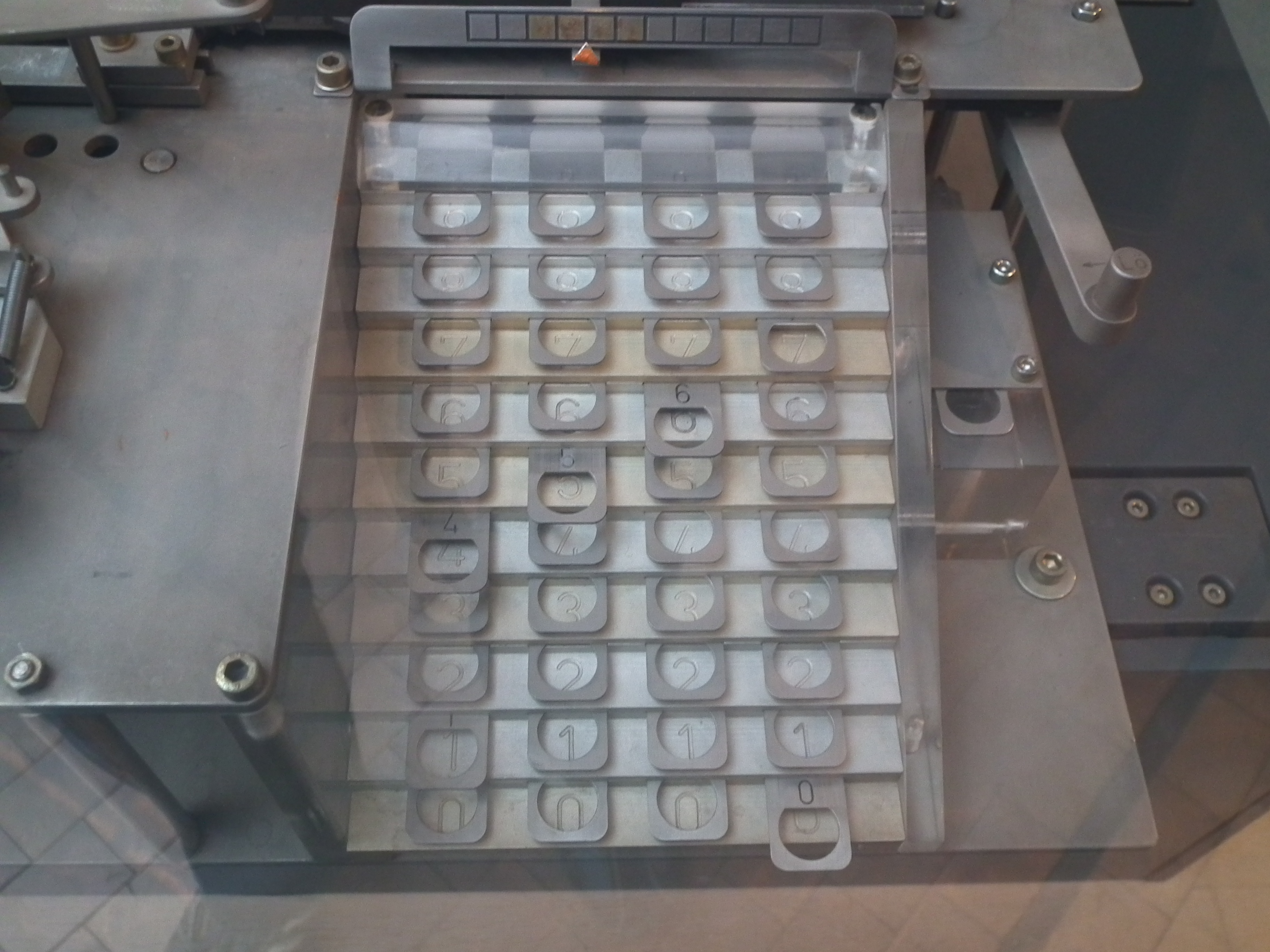
Numerisk inmatning

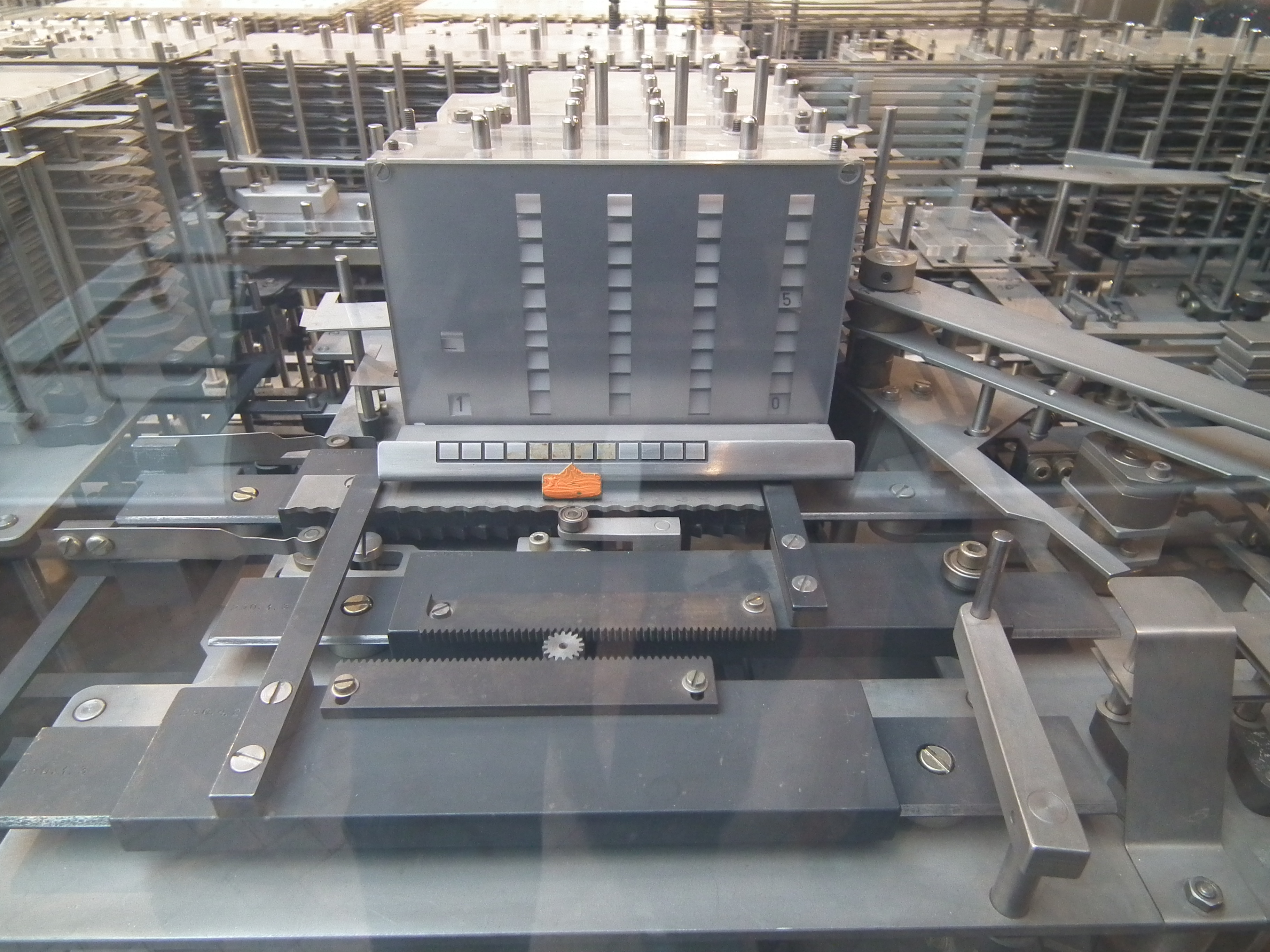
Utmatningen av beräkningsresultatet

"Z1 var en maskin som vägde cirka 1 ton och bestod av cirka 20000 delar. Det var en programmerbar dator, baserad på binära flyttal och ett binärt kopplingssystem. Den bestod helt av tunna metallplåtar, som Zuse och hans vänner tillverkade med hjälp av en sticksåg." "Inmatningsenheten [data] var ett tangentbord... Z1:s program (Zuse kallade dem Rechenpläne, datorplaner) lagrades på hålremsor med en 8-bitars kod"
Byggandet av Z1 finansierades privat. Zuse fick pengar av sina föräldrar, sin syster Lieselotte, några elever i brödraskapet AV Motiv (jfr Helmut Schreyer), och Kurt Pannke (en räknemaskinstillverkare i Berlin) för att göra det.
Zuse byggde Z1 i sina föräldrars lägenhet; i själva verket fick han använda vardagsrummet för sitt bygge. År 1936 slutade Zuse sin anställning inom flygplanskonstruktion för att bygga Z1.
Zuse sägs ha använt "tunna metallremsor" och kanske "metallcylindrar" eller glasplattor för att konstruera Z1. Det fanns förmodligen inga kommersiella reläer i den (även om Z3 sägs ha använt några telefonreläer). Den enda elektriska enheten var en elmotor för att ge klockfrekvensen på 1 Hz (cykel per sekund) till maskinen.
"Minnet konstruerades av tunna remsor av slitsad metall och små stift och visade sig vara snabbare, mindre och mer pålitlig än reläer. Z2 använde det mekaniska minnet i Z1 men använde reläbaserad aritmetik. Z3 byggdes experimentellt helt av reläer. Z4 var det första försöket med en kommersiell dator, som återgick till det snabbare och mer ekonomiska mekaniska slitsade metallremsminnet, med reläbearbetning, från Z2, men kriget avbröt Z4-utvecklingen.
Z1 var aldrig särskilt tillförlitlig i drift på grund av dålig synkronisering orsakad av inre och yttre påfrestningar på de mekaniska delarna.
Medan olika källor gör olika uttalanden om exakt hur Zuses datorer var konstruerade, växte ett tydligt förstående gradvis fram.